# Autry (Ardenas)
Autry es una comuna francesa situada en el departamento de Ardenas, en la región del Gran Este.

## Demografía
| 233 | 187 | 156 | 141 | 133 | 127 | 101 |
| Para los censos de 1962 a 1999 la población legal corresponde a la población sin duplicidades (Fuente: INSEE [Consultar]) |     |     |     |     |     |     |